# Гельмут Альбрехт
Гельмут Альбрехт (нім. Helmut Albrecht; 19 серпня 1902, Дюссельдорф — 27 травня 1941, Атлантичний океан) — німецький офіцер, корветтен-капітан крігсмаріне.

## Біографія
Під час Другої світової війни служив 2-м артилерійським офіцером на борту лінкора «Бісмарк». Загинув під час потоплення лінкора.